# NGC 2144
NGC 2144 is een spiraalvormig sterrenstelsel in het sterrenbeeld Tafelberg. Het hemelobject werd op 17 januari 1836 ontdekt door de Britse astronoom John Herschel.

## Synoniemen
- ESO 16-10
- AM 0546-820
- IRAS05464-8208
- PGC 17592